# Uncastillo
Uncastillo es un municipio español de la provincia de Zaragoza perteneciente a la comarca de las Cinco Villas y al partido judicial de Ejea de los Caballeros, comunidad autónoma de Aragón.
En 1966 fue declarada conjunto histórico-artístico y alberga uno de los más importantes conjuntos monumentales de Aragón.

## Geografía
El término municipal de Uncastillo (en aragonés: Uncastiello) linda por el norte con los de Sos del Rey Católico, Petilla de Aragón (un exclave de Navarra dentro de Aragón), Isuerre y Lobera de Onsella; por el este, con Luesia y Biota; por el sur, con Biota, Sádaba y Layana; y por el oeste, con Sádaba, Castiliscar y Sos del Rey Católico.
La mayor parte de su término pertenece a la cuenca del río Riguel, afluente del río Arba de Luesia, a través de diversos barrancos, entre los que destacan el barranco de las Anas, el barranco de la Petilla o el barranco de Baztanes: no obstante, una pequeña porción al nordeste del término (en la zona del castillo de Sibirana) desemboca directamente en el río Arba de Luesia, al igual que una parte del este de su término, destacando en especial el barranco de Olid.
El término es montañoso, especialmente en su zona norte, perteneciente a la sierra de Santo Domingo, encontrándose allí los montes de mayor altitud: Selva (1159 m) y Cruz (1132 m) en el límite con Petilla de Aragón, el Alto de Bañón (1130 m) en el límite con Luesia; y Fayanás (1128 m), en el límite entre Uncastillo, Luesia y Lobera de Onsella.

## Prehistoria
A juzgar por los yacimientos arqueológicos localizados en las cercanías del núcleo urbano de Uncastillo, el lugar estuvo habitado ya desde tiempos muy antiguos. Se conocen pocos datos sobre la prehistoria de la zona, pero se sabe que este territorio formó parte del que ocuparon los suesetanos, antes de la llegada de los romanos. Los suesetanos eran un pueblo celta que estaban enfrentados con los jacetanos y los vascones. Los romanos, comandados por Aulo Terencio Varrón, derrotaron a este pueblo en el año 179 a. C., destruyendo en el año 184 a. C. su capital llamada Corbio.

## Historia
Hallándose inmediatamente adyacente a una zona rica en restos de época romana como es Los Bañales 
No obstante, las primeras referencias documentales a Uncastillo (nombrado en dicha documentación como Uniuscastri) datan de comienzos del siglo X cuando, bajo el dominio del rey pamplonés Sancho Garcés, se construyó la fortaleza que dio nombre y razón de ser a la villa, en lo alto de una enorme peña (Peña Ayllón), en la confluencia de los ríos Cadenas y Riguel, con la evidente función militar de bloquear el acceso de los musulmanes asentados en Sádaba hacia los pasos que conducían al interior del reino de Aragón, a través de la sierra de Santo Domingo.
Uncastillo fue pues un importante enclave fronterizo frente a los musulmanes y tuvo un papel fundamental en la reconquista cristiana. Tras un nuevo impulso dado a la frontera por Sancho Garcés III de Navarra, el Reino de Aragón empezó su andadura con Ramiro I. Este y sus sucesores fueron ampliando sus territorios y dotando de infraestructuras para consolidar la frontera.
Durante el siglo XII, Uncastillo vivió un período de esplendor que ha quedado reflejado en sus seis iglesias románicas. Como resultado del poderío económico de la villa en esas fechas, Uncastillo experimentó un profundo desarrollo urbanístico que se ha conservado prácticamente intacto hasta nuestros días.
En el siglo XVI, la villa volvió a vivir un nuevo momento de gran esplendor, durante el que se construyeron otras edificaciones como el ayuntamiento.
En 1543 se fundó el Estatuto de Artes de Uncastillo, que llegó a competir en importancia con la Universidad de Huesca.
|                                                    |
| Pilares del acueducto de la ciudad de Los Bañales. |

|                       |
| Castillo de Sibirana. |

|                                   |
| Torre del castillo de Uncastillo. |

### Sucesos de Uncastillo (1934-1936)
Durante la Revolución de Octubre de 1934 tuvieron lugar unos sucesos violentos protagonizados por jornaleros de la localidad instigados por miembros del sindicato socialista Unión General de Trabajadores (UGT) venidos de Zaragoza que querían que se llevara a cabo la huelga general revolucionaria prevista. El moderado alcalde socialista Antonio Plano Aznárez intentó disuadirlos pero no lo consiguió porque los jornaleros locales, muchos de ellos en paro, les apoyaron. «A las seis de la mañana, cuando un representante de los huelguistas exigió la rendición de la Guardia Civil, el oficial mando, el sargento Victorino Quiñones, se negó en redondo. [...] En el momento en que el alcalde abandonaba la casa-cuartel [a donde había acudido como mediador], los huelguistas que rodeaban el edificio abrieron fuego y, en el subsiguiente tiroteo, murieron dos de los siete guardias civiles, el sargento Quiñones y otro de sus efectivos resultaron heridos, y un tercer guardia quedó ciego. Los dos guardias civiles restantes resistieron hasta que llegaron los refuerzos. Antonio Plano salió de su casa con una bandera blanca y trató de hablar con ellos, pero al ver que disparaban corrió a refugiarse en los campos. En el curso de la batalla se asaltó la vivienda de Antonio Mola,  de los terratenientes más poderosos, al negarse a entregar sus armas a un grupo de huelguistas. En la escaramuza posterior su sobrina resultó herida y Mola abatió de un disparo a uno de los asaltantes que habían quemado su garaje y destruido su coche. Los demás intentaban quemarlo vivo cuando la Guardia Civil llegó para impedirlo. Uno de los numerosos huelguistas heridos falleció el 8 de octubre».
En los inicios de la guerra civil española tuvo lugar la venganza: una matanza perpetrada por el bando sublevado. Así la describe el historiador Paul Preston: «Irrumpieron en Uncastillo varios grupos de falangistas y de requetés, que, con la colaboración de los guardias civiles, entraron en las casas, se llevaron los bienes y detuvieron a los miembros de organizaciones y sindicatos de izquierdas, así como a sus amigos y familiares. Las detenciones se basaron en documentos incautados, rumores o denuncias de derechistas locales, que a menudo nacían de rencillas personales ocasionadas por conflictos económicos o sentimentales. A las detenciones de hombres, mujeres y adolescentes, se sucedían las salvajes palizas y, con frecuencia, la muerte. Por el "crimen" de haber bordado una bandera republicana, dos hermanas, Rosario y Lourdes Malón Pueyo, de veinticuatro y veinte años, fueron violadas y luego asesinadas; los responsables quemaron sus cadáveres. En este caso, los hechos tuvieron lugar fuera de la aldea, pero muchas ejecuciones se hacían en público y se obligaba a todo el pueblo a estar presente».
La víctima más prominente de la represión fue el alcalde Antonio Plano que fue detenido y conducido a Zaragoza, donde fue condenado a muerte. Fue llevado de vuelta a Uncastillo donde fue ejecutado el 5 de octubre, coincidiendo con el segundo aniversario de los sucesos ocurridos durante la Revolución de 1934, de los que injustamente se le hacía responsable. Su mujer y sus dos hijos fueron encarcelados. Pero antes de fusilarlo lo sometieron a una brutal humillación: «Lo sacaron del cuartel de la Guardia Civil chorreando sangre como consecuencia de las palizas recibidas. La Guardia Civil y los falangistas obligaron a los demás aldeanos a presenciar la barbarie. Le habían obligado a tomar una botella de aceite de ricino, así que cubierto de sangre y de sus propios excrementos, tuvieron que sujetarlo a un tablón de madera a fin de mantenerlo erguido. Frente a la iglesia lo fusilaron, para regocijo y aplauso de los derechistas allí presentes. A continuación, siguieron maltratando su cuerpo, hasta que uno de los falangistas lo mutiló con un hacha. Un año después de su muerte, Plano fue penalizado con una colosal multa de 25.000 pesetas, y su esposa con otra de 1.000. Para poder cobrarlas, las autoridades confiscaron el domicilio familiar y los bienes que contenía. [...] En Uncastillo murieron en total 140 izquierdistas».

## Demografía
Uncastillo cuenta con una población de 615 habitantes (INE 2024).
| Gráfica de evolución demográfica de Uncastillo entre 1842 y 2021 |
| |
| Población de derecho según los censos de población del INE Población de hecho según los censos de población del INEEn este censo se denominaba Uncastillo y los cotos redondos de Siverana y Valdefuentes: 1842 |

Datos demográficos de Uncastillo entre 1842 y 2001:
| 1905          | 2571 | 2562 | 2814 | 2758 | 3094 | 3439 | 3832 | 3629 | 3120 | 2729 | 1506 | 999 | 961 | 883 |
| (Fuente: INE) |      |      |      |      |      |      |      |      |      |      |      |     |     |     |

## Administración y política
| Período   | Alcalde                 | Partido |  |
| --------- | ----------------------- | ------- |  |
| 1979-1983 | Jesús Marco Giménez     | UCD     |  |
| 1983-1987 | Jesús Marco Giménez     | Ind.    |  |
| 1987-1991 | Gerardo Fuertes Torrea  | PAR     |  |
| 1991-1995 | María Pilar Caudevilla  | PSOE    |  |
| 1995-1999 | José Luis Abenia Pardos | PAR     |  |
| 1999-2003 | Mª Pilar Caudevilla     | PSOE    |  |
| 2003-2007 | José Luis Abenia Pardos | Ind.    |  |
| 2007-2011 | José Luis Abenia Pardos | PSOE    |  |
| 2011-2015 | Gemma de Uña            | PP      |  |
| 2015-2019 | José Luis Abenia Pardos | PSOE    |  |
| 2019-2023 | José Luis Abenia Pardos | PSOE    |  |
| 2023-2027 | Teresa Pueyo Canales    | PSOE    |  |

| Partido político    | Partido político                                   | 2003   | 2007   | 2011   | 2015   | 2019   | 2023   |
| Partido político    | Partido político                                   | Ediles | Ediles | Ediles | Ediles | Ediles | Ediles |
|                     | Partido de los Socialistas de Aragón (PSOE-Aragón) | 3      | 5      | 3      | 4      | 4      | 2      |
|                     | Chunta Aragonesista (CHA)                          | 1      | 1      | —      | 2      | 2      | 2      |
|                     | Partido Popular de Aragón (PP)                     | —      | —      | 3      | 1      | —      | 3      |
|                     | Partido Aragonés (PAR)                             | —      | 1      | 1      | —      | 1      | —      |
|                     | Independientes                                     | 3      | —      | —      | —      | —      | —      |
| Total de concejales | Total de concejales                                | 7      | 7      | 7      | 7      | 7      | 7      |

## Patrimonio
- Destaca en primer lugar la calidad de su entramado urbano, ejemplo de arquitectura rural de las Cinco Villas perfectamente conservado.
- Iglesia de San Miguel  Monumento nacional declarado el 03-06-1931 con código RI-51-0001046 y cuya portada fue vendida en 1915 al Museo de Boston.[13]
- Iglesia parroquial de San Martín 42°21′42.06″N 1°7′49.06″O / 42.3616833, -1.1302944

De estilo románico tardío, del siglo XII, su planta es de nave (6) única rectangular de tres tramos, rematada por un ábside central semicircular reforzado con seis pilares, arcos fajones ligeramente apuntados y bóveda de cañón apuntado.

En su construcción se usaron sillares de caliza de buena calidad y bien escuadrados.
Consta de : Presbiterio y Ábside (3), del siglo XII, de 5 tramos y tres ventanas aspilladas.
En la fachada sur hay dos pórticos (5) y (10) de arco de medio punto; el más oriental con un magnífico crismón, oculto por una capilla (4) del siglo XVI y el 2.º, dentro de un atrio (11) del siglo XVI, al lado de la torre, de medio punto formado por dos arquivoltas abocinadas apoyadas en jambas lisas.
Capillas (2) y (4) añadidas en la reforma del siglo XVI.
Coro (12) elevado, siglo XVI, en el 1.er. tramo de la nave.
Claustro (8), siglo XVI, de planta robusta y austera, de arcos apuntados, con un pórtico ciego y hornacinas laterales en su fachada norte. Actualmente se utiliza como centro de interpretación.
Torre de San Martín (13), siglo XII, rectangular de gruesas paredes y machón central con escalera helicoidal.
Actualmente desafectada y transformada en centro de interpretación del Arte Románico.

 Leyenda de la imagen
1. Puerta entrada.
2. Capilla. s. XVI
3. Presbiterio, s. XII
4. Capilla. s. XVI
5. Pórtico SurEste. s. XII
6. Nave. s. XII

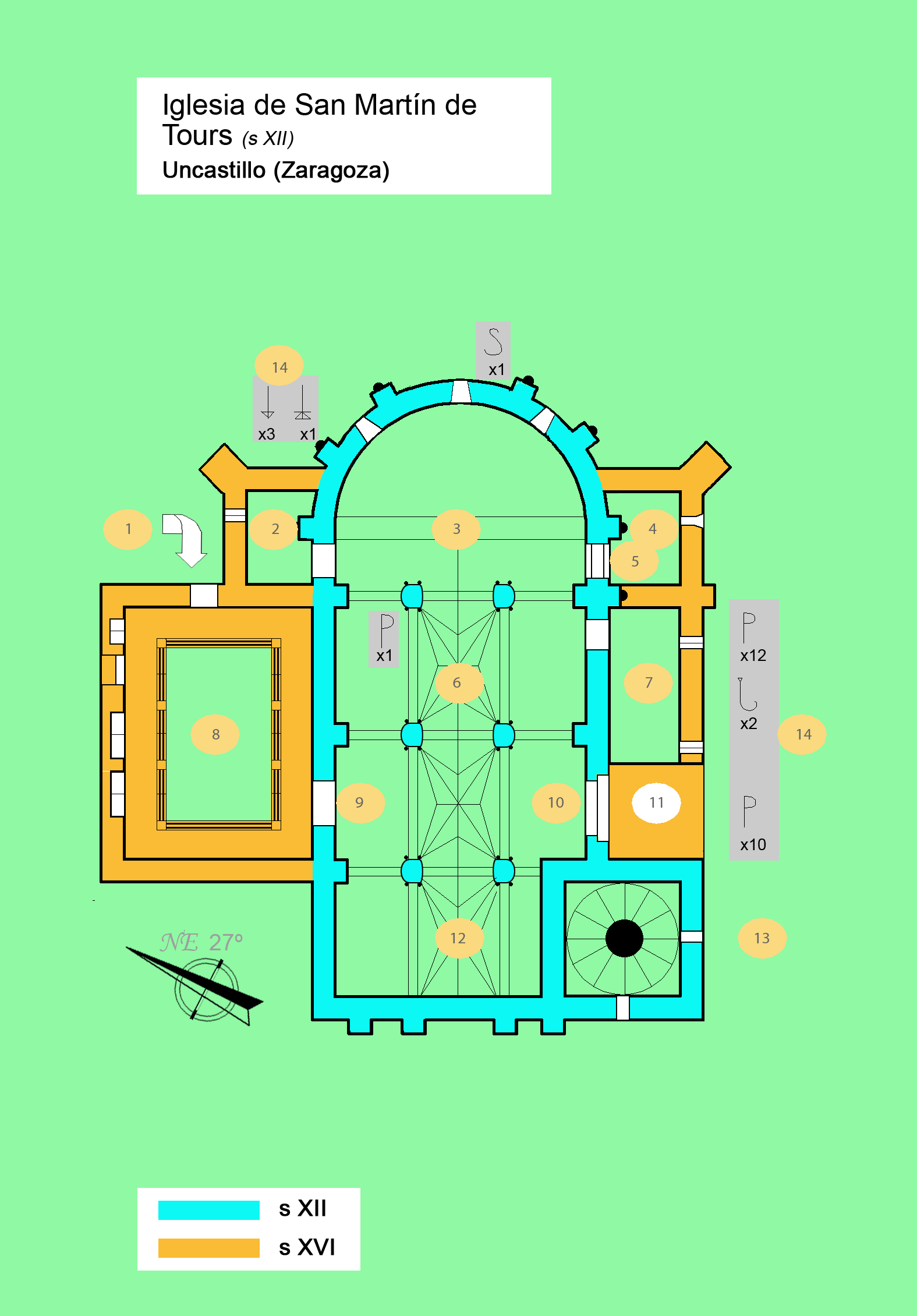
Aprox. a la planta de la iglesia. Marcas de cantería

7. Claustro. s. XVI. Actual centro de interpretación.
8. Entrada al templo.
9. Pórtico Suroeste. s. XII
10. Atrio. s. XVI
11. Coro. s. XVI
12. Torre de San Martín. s. XII
13. Marcas cantería.

- Iglesia parroquial de Santa María, igualmente de estilo románico.
- Iglesia de San Andrés, edificada por iniciativa del obispo Pedro del Frago y Garcés, natural de Uncastillo.
- Iglesia de San Felices, también de estilo románico, de los siglos XII y XIII, en el barrio de San Felices, junto al río Cadena. Tiene añadidos del siglo XVI. La portada principal se atribuye al llamado Maestro de San Juan de la Peña.[14]

42°21′39.60″N 1°7′59.83″O / 42.3610000, -1.1332861

 Leyenda de la imagen
1. Pórtico Sur; entrada.
2. Pórtico Norte.
3. Nave.
4. Ábside.
5. Sacristía, s. XVI.
6. Torre.
7. Acceso a cripta.
8. Marcas cantería.

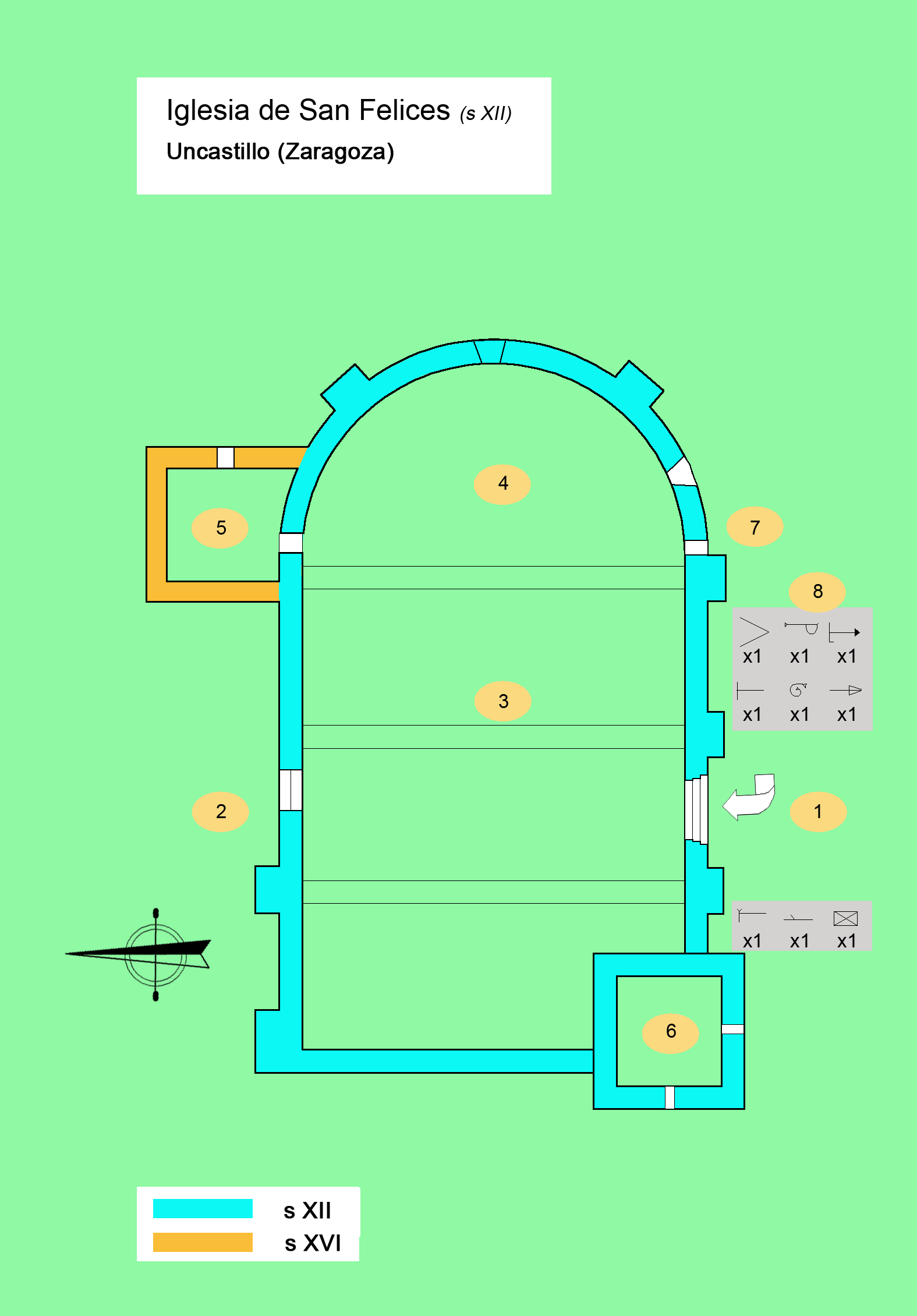
Apox. a la planta de la iglesia.
Marcas de cantería.

- Iglesia de San Juan, situada en un promontorio próximo a San Felices, es de estilo románico del siglo XiI, robusto y austero.

Su planta, sencilla de una sola nave (3), tiene forma de cruz con falso crucero formado por dos capillas laterales (5) y (6) y ábside (4) semicircular reforzado con gruesos contrafuertes. La nave (3) consta de tres tramos. 
La entrada al templo se efectúa por la fachada Sur, mediante el Pórtico (1) en arco de medio punto y tres arquivoltas abocinadas sobre pilastras lisas.
En la fachada Norte existe un segundo Pórtico (2) de dos arquivoltas.
En su interior conserva pinturas medievales en buen estado de conservación. En su construcción se usaron sillares de buena calidad y bien escuadrados.

Leyenda de la imagen
1. Pórtico Sur; entrada.
2. Pórtico Norte.
3. Nave.
4. Presbiterio.
5. Capilla.
6. Capilla.
7. Marcas cantería.

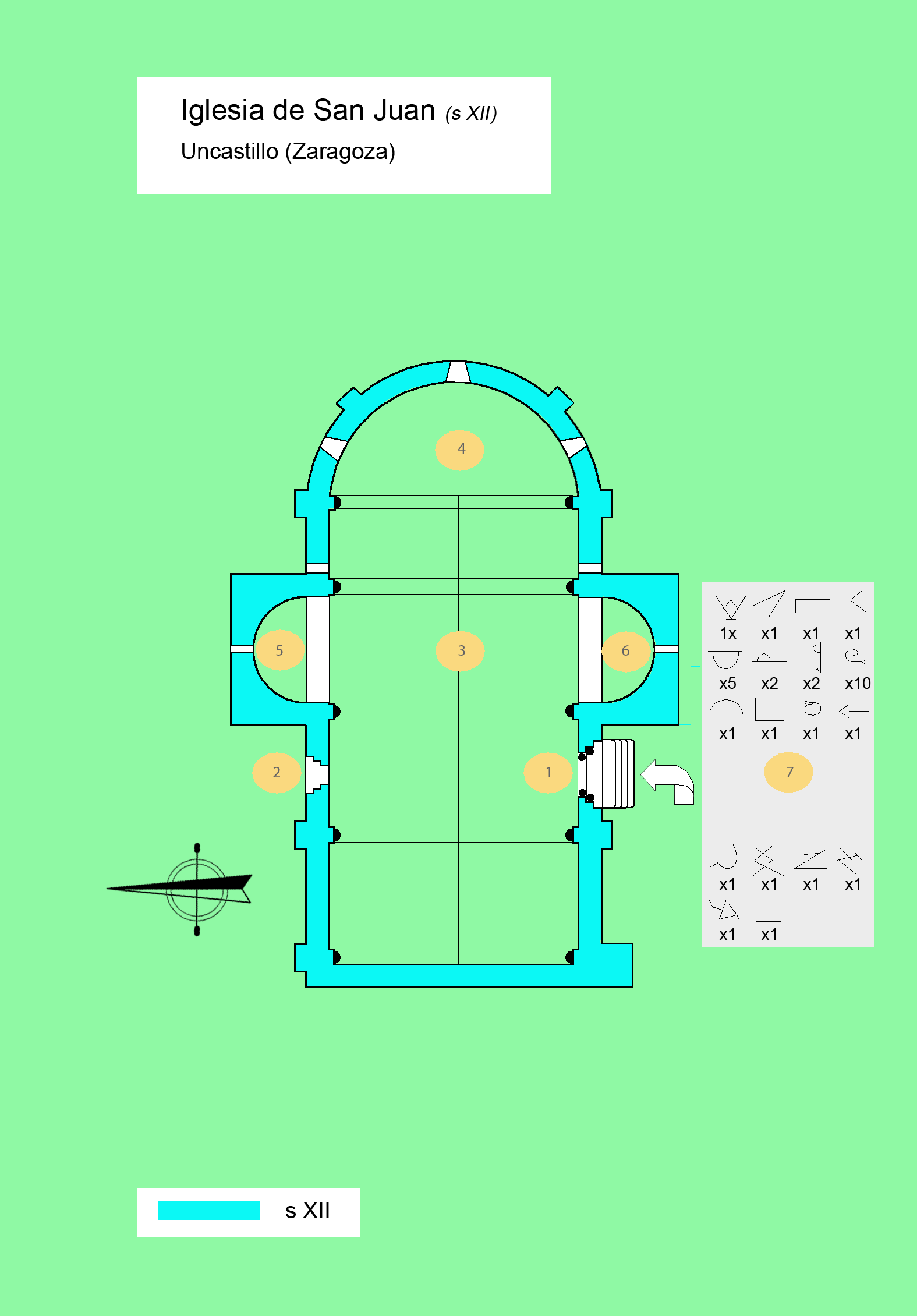
Aprox. a la planta de la iglesia de San Juan.
Marcas de cantería.

- Castillo, ubicado en una peña en el centro de la población (Peña Ayllón).
- Palacio de Pedro IV, mandado construir por Pedro IV en el siglo XIV. Es uno de los mejores ejemplos de arquitectura gótica de Aragón.[15] El responsable de la construcción fue Blasco Aznárez de Borau, el mismo arquitecto que se encargó de la reforma de la Aljafería de Zaragoza.[16]
- Barrio de la judería. La importante colonia judía de Uncastillo (Sinagoga de Uncastillo) ha sido objeto de estudio por parte de Miguel Ángel Motis Dolader.[17]
- Pozo de hielo, ubicado a pie de la carretera que conduce a Sos, recientemente restaurado.
- Restos de la ciudad romana de Los Bañales,[18] ubicados junto al término municipal de Layana, antigua aldea de Uncastillo. Se conservan igualmente varios pilares del acueducto que llevaba agua a la ciudad desde el río Arba, partiendo el caudal desde la Fuente del Diablo, en Malpica de Arba. En 2007 comenzó un proyecto de cinco años de excavaciones arqueológicas de las ruinas.[19]
- Casa consistorial.
- Castillo de Sibirana, del siglo X, muy bien conservado. Se encuentra en la cuenca del río Arba de Luesia, en plena sierra de Santo Domingo.

## Fiestas y tradiciones
- Fiesta de los 50 Caballeros, que conmemora la ejecución de 50 rehenes de Uncastillo y navarros en Córdoba por orden de Almanzor.[20] (julio)
- Fiestas en honor de la virgen de San Cristóbal (8 de septiembre).
- Fiestas de Los Bañales (último domingo de mayo).
- Canto de la Aurora por las calles del pueblo (en la madrugada de los domingos de octubre y el día de la Concepción).

## Hermanamientos
- Morlaas, Francia